# Tianwen-2
Tianwen-2 (in cinese: 天问二号) è una missione spaziale cinese il cui obiettivo è il ritorno di campioni dall'asteroide 469219 Kamoʻoalewa. Questo quasi-satellite della Terra è di grande interesse scientifico perché ha subito pochissimi cambiamenti dalla formazione del sistema solare e la sua orbita facilita il transito dalla Terra. Il lancio della missione è avvenuto il 28 maggio 2025 con un razzo Lunga Marcia 3B dal centro spaziale di Xichang. Si prevede che un campione di regolite verrà riportato sulla Terra tre anni dopo. La sonda rilascerà la capsula con i campioni e utilizzando la Terra come fionda gravitazionale si dirigerà verso 311P/PANSTARRS, una cometa della fascia principale che ha la particolarità di presentare caratteristiche ibride tra un asteroide e una cometa. La missione terminerà circa 10 anni dopo il suo lancio. Il progetto è sviluppato dall'Accademia cinese delle scienze (CASC), il principale produttore cinese di satelliti scientifici.
Tianwen-2 era originariamente conosciuta come ZhengHe, in onore all'esploratore Zheng He della dinastia Ming.